# Pocinhos
Pocinhos is een gemeente in de Braziliaanse deelstaat Paraíba. De gemeente telt 21.876 inwoners (schatting 2009).
De gemeente grenst aan Campina Grande, Soledade, Barra de Santa Rosa, Olivedos, Puxinanã, Montadas, Areial, Remígio, Esperança, Algodão de Jandaíra en Boa Vista.